# Duraykish (huyện)
Huyện Duraykish (tiếng Ả Rập: منطقة دريكيش, đã Latinh hoá: manṭiqat Dreikiche) là một huyện của Tỉnh Tartus ở tây bắc Syria. Trung tâm hành chính là thị trấn Duraykish. Tại cuộc điều tra dân số năm 2004, huyện có dân số 60.978.

## Phó huyện
Huyện Duraykish (Dreikiche) được chia thành bốn phó huyện hoặc nawāḥī (dân số tính đến năm 2004):
- Duraykish Nahiyah (ناية دريكيش): dân số 28.749.[2]
- Junaynet Ruslan Nahiyah (ناحية نينة رسلان): dân số 9,846 [3]
- Hamin Nahiyah (ناحية ةمين): dân số 8.679.[4]
- Dweir Ruslan Nahiyah (ناية دوير رسلان): dân số 13,704.[5]